# Pachycephala meyeri
A Pachycephala meyeri a madarak osztályának verébalakúak (Passeriformes) rendjébe és a légyvadászfélék (Pachycephalidae) családjába tartozó faj.

## Rendszerezése
A fajt Tommaso Salvadori olasz ornitológus írta le 1890-ben.

## Előfordulása
Új-Guinea északnyugati részén, a Madárfej-félszigeten, Indonézia területén honos. Természetes élőhelyei a szubtrópusi és trópusi hegyi esőerdők és cserjések. Állandó, nem vonuló faj.

## Megjelenése
Testhossza 14,5 centiméter, testtömege 17–20 gramm.

## Természetvédelmi helyzete
Az elterjedési területe nem nagy, egyedszáma viszont stabil. A Természetvédelmi Világszövetség Vörös listáján nem fenyegetett fajként szerepel.